# Sugar baby
Relacionamento sugar (do inglês: sugar dating, "namoro de açúcar") refere-se a relacionamentos românticos entre duas pessoas de idades distintas, nas quais uma das partes é sustentada por dinheiro, presentes ou outros benefícios em troca da relação amorosa. Nesse tipo de relacionamento, sugar baby (independente do gênero) é aquela pessoa que recebe os agrados financeiros, enquanto que seu(sua) parceiro(a) é referido(a) como sugar daddy (sendo um homem) ou sugar mommy (sendo uma mulher). Estas pessoas são mais ricas e mais velhas do que o(a) sugar baby. Embora estes relacionamentos possam ser associados à prostituição, são distinguidos pela estabilidade, na qual a pessoa mais nova sente prazer em ser mimada, ao passo que esta proporciona uma maior atenção ao(à) seu(sua) parceiro(a). O relacionamento é caracterizado pelo interesse mútuo, no qual características joviais, como a aparência física, são oferecidas em contrapartidas ao conforto proporcionado pelo dinheiro.
Empresas oferecem serviços de namoro online especializados em promover esse tipo de relacionamento., Uma dessas empresas, a estadunidense SeekingArrangement, publicou um relatório em 2015 apontando que a maioria dos usuários de sua rede social virtual está nos Estados Unidos, seguido pelo Canadá, Reino Unido, Austrália e Colômbia, como também destacou a presença de estudantes universitários. No Brasil, estima-se que existam cerca de 15 milhões de sugar babies estando a maioria localizada em São Paulo (30%), Rio de Janeiro (14%) e Minas Gerais (10%).⁣
A pesquisadora Kavita Nayar fez um levantamento publicado em 2016 e feito a partir de entrevistas com usuários do serviço da SeekingArrangement. Nesse levantamento, ela argumentou que os relacionamentos "sugar dating cultivam uma disposição para e por meio de intimidade paga que difere de ambos o amor romântico e formas mais explícitas de trabalho sexual." Para ela, quem se relacionam desta forma deixa evidente que o suporte financeiro é necessário para atingirem a intimidade, mas que há sempre uma relação de conectividade, afeto e "química" que se recusa a estabelecer-se em uma lógica de mercado.